# Упразднение халифата
Османский халифат, последний в мире широко признанный халифат, был упразднён 3 марта 1924 года (Р.К. 1340) декретом Великого национального собрания Турции. Этот процесс являлся частью реформ Ататюрка, последовавших за заменой Османской империи на Турецкую Республику. Абдулмеджид II был смещён как последний османский халиф.

## Османский панисламизм
В конце XIX века султан Абдул-Хамид II запустил свою панисламистскую программу, стремясь защитить Османскую империю от западных нападений и раздела, а также подавить демократическую оппозицию внутри страны.
Он отправил эмиссара Джамала ад-Дина аль-Афгани в Британскую Индию в конце XIX века. Дело османского монарха вызывало религиозное воодушевление и сочувствие среди индийских мусульман. Многие мусульманские религиозные лидеры начали распространять осведомлённость и организовывать участие мусульман в поддержку халифата; среди них Маулана Мехмуд Хасан пытался организовать национальную войну за независимость против Британского Раджа при поддержке Османской империи.

## Упразднение халифата
1 ноября 1922 года Великое национальное собрание Турции в Анкаре постановило разделить султанат и халифат и упразднить первый, чтобы положить конец правительству в Стамбуле. Также собрание решило, что османский халифат должен возглавлять член правящей династии, но не тот, кто наследует титул султана, а самый достойный с точки зрения морали. Однако 1 ноября султан Мехмед VI не был лишён титула халифа и 3 ноября ещё присутствовал на пятничной молитве в качестве такового. Наконец, 16 ноября Великое национальное собрание Турции лишило Мехмеда VI титула не только султана, но и халифа, а на следующий день экс-султан покинул страну.
19 (по другим данным — 18) ноября 1922 года Великое национальное собрание Турции избрало двоюродного брата Мехмеда Абдул-Меджида халифом, как наиболее достойного этого титула. 24 ноября в мечети Хырка-и Шериф близ Топкапы Абдул-Меджид принёс присягу на верность халифату. На церемонии присутствовали многие государственные деятели, в том числе представители правительства в Анкаре — Рефет-паша и Ходжа Мюфид-эфенди. Впервые была произнесена молитва на турецком языке вместо арабского. Также в мечети Фатих впервые от имени нового халифа Мюфидом-эфенди была зачитана проповедь на турецком языке. После чего Абдул-Меджид поблагодарил правительство за оказанное ему доверие.
Вскоре Абдул-Меджид столкнулся с некоторыми сложностями: он желал использовать титул халифа — посланника Аллаха, этот же титул как султан и халиф носил и отец Абдул-Меджида; однако Мустафа Кемаль настаивал на присвоении халифу титула халифа правоверных, что подчеркнуло бы разделение султаната и халифата. В это же время, 21-27 декабря 1923 года, проходило собрание халифов, на котором были подтверждены полномочия Абдул-Меджида. Вместе с тем, 3 января Мустафе Кемалю халифами было присвоено звание спасителя халифата. 15 января во время очередного заседания Великое национальное собрание Турции вынесло на обсуждение вопрос о целесообразности сохранения халифата.
29 октября 1923 года Османское государство прекратило своё существование, а на смену ему пришла Турецкая Республика, и необходимость в халифате отпала. Газеты пестрили заголовками о том, что Абдул-Меджид добровольно снимает с себя полномочия халифа, однако сам он хранил молчание. 5 декабря 1923 года газета исламского сообщества Великобритании выпустила публикацию в защиту Абдул-Меджида и халифата в целом. Сторонники халифата оставались и в самой Турции. Несмотря на это, 3 марта 1924 года был издан закон № 431, согласно которому все прямые члены династии Османов изгонялись из страны, а сам институт халифата был упразднен.

## Последствия упразднения халифата
Халиф номинально считался верховным религиозным и политическим лидером всех суннитских мусульман по всему миру. В годы, предшествовавшие упразднению, во время Турецкой войны за независимость, неопределённое будущее халифата вызывало сильные реакции в мировом сообществе суннитских мусульман. Возможное упразднение халифата активно оспаривалось индийским движением Халифата, и вызвало оживлённые дебаты в мусульманском мире. Упразднение 1924 года произошло менее чем через 18 месяцев после упразднения османского султаната, до которого султан Османской империи был по должности халифом.
Мустафа Кемаль-паша (Ататюрк) якобы предлагал халифат Ахмеду Шерифу ас-Сенусси при условии его проживания за пределами Турции; Сенусси отказался от предложения и подтвердил поддержку Абдулмеджида. В последующие годы было выдвинуто не менее 13 кандидатов на халифат, но ни один из них не смог получить общую поддержку исламского мира. Среди кандидатов были Абдулмеджид II, его предшественник Мехмед VI, король Хусейн Хиджазский, султан Юсуф Марокканский, король Аманулла Афганский, имам Яхья Йеменский и король Фуад I Египетский. Безуспешные «халифатские конференции» проводились в Нидерландской Ост-Индии (ныне Индонезия) в 1924 году, в 1926 году в Каире и в 1931 году в Иерусалиме. Шарифский халифат под руководством Хусейна просуществовал несколько лет.